# Hermann Ottomar Herzog
Hermann Ottomar Herzog (né le 15 novembre 1832 à Brême, mort le 6 février 1932 à Philadelphie) est un peintre paysagiste allemand.

## Biographie
Hermann Ottomar Herzog s'inscrit à l'Académie des beaux-arts de Düsseldorf en 1849, où il se forme auprès de Johann Wilhelm Schirmer. Plus tard, il fait plusieurs voyages d'études en Norvège, en Suisse, en Italie et dans les Pyrénées et peint de nombreux paysages de montagne, en particulier de la Norvège, avec une maîtrise du dessin et une couleur attrayante, sans être si poétique. En 1869, il voyage en Amérique du Nord et s'arrête particulièrement dans le Yosemite. Il vit jusqu'à sa mort à Philadelphie.
On rattache son œuvre à la Hudson River School. Herzog a peint presque un millier de tableaux.

## Source, notes et références
- (de) Cet article est partiellement ou en totalité issu de l’article de Wikipédia en allemand intitulé « Hermann Ottomar Herzog » (voir la liste des auteurs).